# قارچ دکمه‌سیاه
قارچ دکمه‌سیاه نوعی قارچ است.
دکمه‌های سیاه جوان، شکلی گرد تا مخروطی دارند. رنگ آن‌ها روشن تا قهوه‌ای تیره و پوست بیرونی آن‌ها کپه‌کپه است.
در سنین بالاتر این بدن گِرد خودش را می‌گشاید و لایه‌ای تیره، درخشان و راه‌راه پدیدار می‌شود.
نمونه‌های پیرتر که کاملاً گشوده و سیاه‌رنگ هستند ۱ تا ۴ سانتی‌متر قطر دارند.